# VTOL

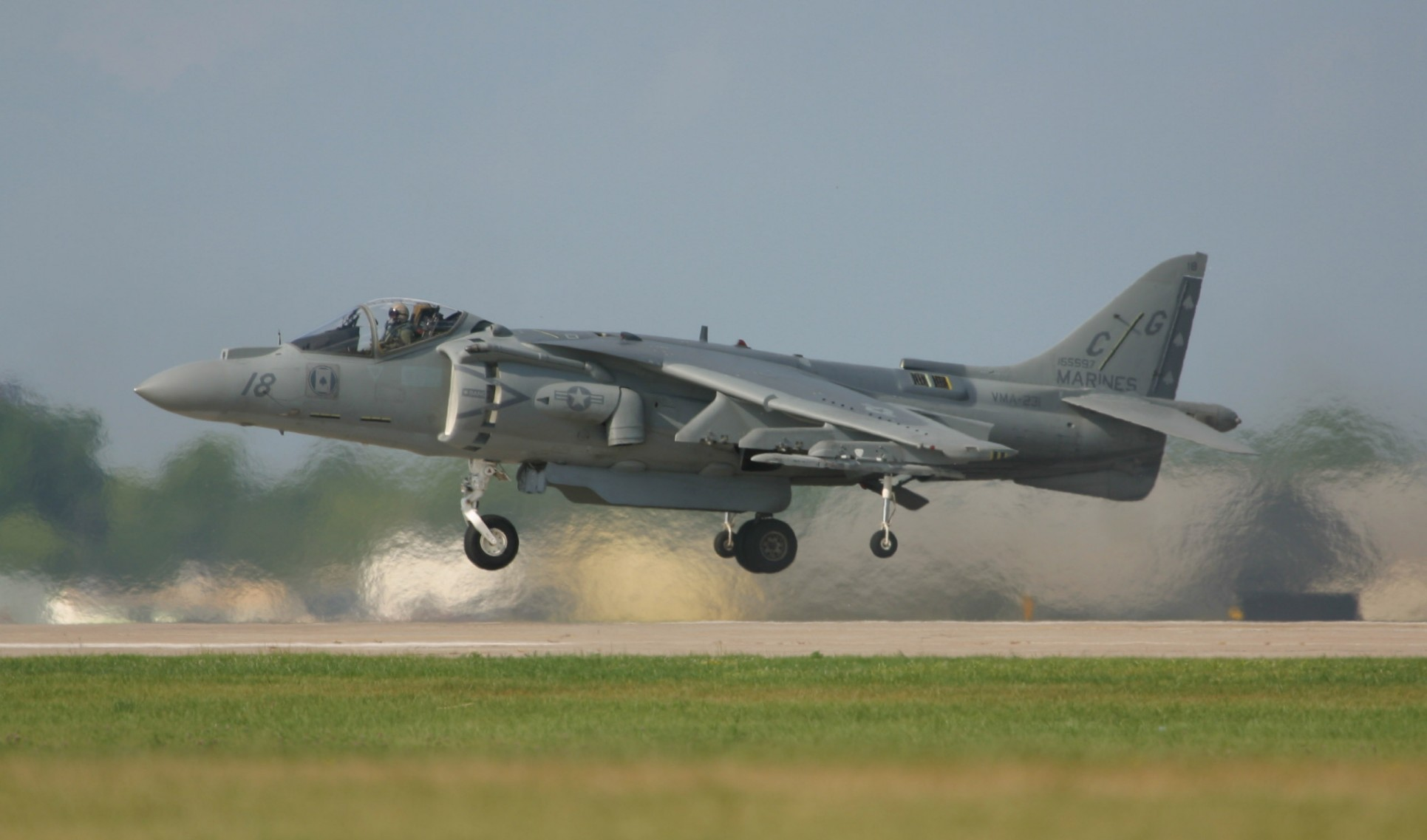
Un McDonnell Douglas AV-8B Harrier II del Cos de Marines dels Estats Units realitzant un enlairament vertical.

VTOL (de l'anglès: Vertical Take-Off and Landing, «enlairament i aterratge verticals»), és una capacitat de certs avions. Helicòpters, dirigibles, autogirs, globus aerostàtics normalment no són considerats VTOL.

## Història
El 1928 a Nikola Tesla se li van concedir unes patents per a aparells de transport aeri. És un dels primers exemples d'un avió de capacitats VTOL. A finals dels anys 50 i principis dels 60 gairebé tots els dissenys de caces militars incloïen certes capacitats VTOL. Aquesta va ser la resposta a la preocupació que creaven els possibles atacs sorpresa de bombarders amb bombes nuclears en aeroports que deixarien exposat el país a les següents onades de bombarders. La "solució" pensada va ser usar caces amb capacitats VTOL que poguessin operar des d'aeroports semipreparats a l'interior del país, repartint les forces de defensa en comptes de concentrar-les.
En realitat el preu de les capacitats VTOL en els avions era enorme, i mentre resultava fàcil moure els avions a altres llocs, no ho era el seu manteniment complet (armament, combustible, recanvis, mecànics). Cap a mitjans dels 60 l'interès en les capacitats VTOL va decréixer, sobretot per la massiva introducció dels míssils balístics intercontinentals com a principal arma nuclear dels sistemes de defensa i atac.
Encara que també es va optar per solucions intermèdies adaptant coets a caces i bombarders amb el programa JATO (Jet Assisted Take Off, Enlairament assistit per Coets) que va ser provat amb èxit en alguns aparells i amb no tant èxit en d'altres.

## Classificació
Segons la tecnologia utilitzada el aparells VTOL es poden classificar en:
- Tail-Sitters: Aeronaus que, per enlairar-se i per aterrar, ho feien en posició vertical, "asseguts" sobre la seva cua. Aquest va ser el primer sistema que es va pensar per solucionar el problema de l'enlairament sense pista d'aterratge i es va donar en els primers estadis de la tecnologia VTOL.[2]
  -  Heinkel Wespe (1944)
  -  Heinkel Lerche II (1945)
  -  Bachem Ba 349 (1945)
  -  Convair XFY-1 Pogo (1954)
  -  Lockheed XFV-1 (1954)
  -  Ryan X-13 Vertijet (1955)
  -  SNECMA Coléoptère (1959)

- Flat-Risers: Aeronaus que s'enlairen verticalment a l'aire des de la posició d'un enlairament normal horitzontal. Rolls Royce va ser qui primer es va plantejar la forma de desenvolupar aquesta tecnologia amb la intenció de fer un avió VTOL de passatgers.[2]
  -  Bell X-14 (1957)
  -  Short SC.1 (1957)
  -  Avro Canada VZ-9 Avrocar (1959)
  -  Hawker Siddeley P.1127 (1960)
  -  Lockheed XV-4 Hummingbird (1962)
  -  Dassault Balzac V (1962)
  -  EWR VJ 101 (1963)
  -  Ryan XV-5 Vertifan (1964)
  -  Dassault Mirage IIIV (1965)
  -  SG-1262 Schwebegestell (1966)
  -  Dornier Do 31 (1967)
  -  Hawker Siddeley Harrier (1967)
  -  Iàkovlev Iak-38 (1970)
  -  BAE Sea Harrier (1978)
  -  Iàkovlev Iak-141 (1987)
  -  Lockheed Martin F-35 Lightning II (2006)
- Convertiplans: Aeronaus que compten amb hèlix d'eix de rotació variable, el que els converteix en un híbrid entre l'avió i l'helicòpter.[2]
  -  Bell XV-3 (1955)
  -  Fairey Rotodyne (1957)
  -  Vertol VZ-2 (1957)
  -  Hiller X-18 (1959)
  -  Bell XV-15 (1977)
  -  V-22 Osprey (1989)

El XV-15 i el V-22 Osprey són híbrids entre helicòpter i avió, es basen en rotors basculants, mentre que en el Harrier i en els Iàkovlev tenen reactors de sustentació o basculants.
El Harrier però sol volar amb capacitats STOVL que l'ajuden a estalviar combustible i li permeten portar més armament a més distància, ja que l'enlairament vertical consumeix moltíssim combustible.
L'únic avió VTOL capaç de velocitats supersòniques és el Iak-141, derivat posterior del Iak-38, encara que el primer mai va arribar a entrar en producció.

## Curiositats
En el vídeo joc Resistance Fall of Man apareix una versió de la VTOL creada per Insomiac Games però molt diferent de les actuals, ja que representa aeroplans pesants que transporten els soldats al combat i es desconeix la capacitat de càrrega que poden transportar